# Делиньш, Рудольф
Рудольф Делиньш (латыш. Rūdolfs Dēliņš; 1883 — 1 июня 1906) — латышский социал-демократ, профессиональный революционер-боевик.

## Биография
Родился в 1883 году в Ковенской губернии. Работал на фабрике в Риге. С 1904 года — член Социал-демократии Латышского края, один из руководителей её вооружённого крыла. Партийная кличка — Приятель (Čoms).
Участник русской революции 1905 года. Член Рижского социал-демократического федерального комитета. Один из руководивших вооруженным нападением на Рижскую центральную тюрьму в ночь с 6 на 7 сентября 1905 года и Рижское управление полиции (1906).
Убит в столкновении с полицией в Риге 1 июня 1906 года.

## Источник
- Латвийская советская энциклопедия. Том 2. Рига. 1982.
- Рига: Энциклопедия = Enciklopēdija «Rīga» / Гл. ред. П. П. Еран. — 1-е изд.. — Рига: Главная редакция энциклопедий, 1989. — С. 289. — 880 с. — 60 000 экз. — ISBN 5-89960-002-0.